# 심성택 (1924년)
심성택(1924년~, 경상남도 함안)은 대한민국의 법조인이다.

## 학력
- 1944년 대구사범학교 졸업
- 1951년 동아대학교 법정학부 졸업

## 경력
- 1944년 경남 군북공립국민학교 교사
- 1951년 제2회 고등고시 사법과 합격
- 1952년 부산지방법원 및 부산지방검찰청 사법관 시보
- 1953년 대전지방검찰청 검사
- 1961년 서울중앙지방검찰청 검사
- 1961년 법무부 겸 서울중앙지방검찰청 검사
- 1965년 서울중앙지방검찰청 부장
- 1969년 서울고등검찰청 검사
- 1972년 대구지방검찰청 차장
- 1973년 부산지방검찰청 차장
- 1974년 광주고등검찰청 차장
- 1975년 서울고등검찰청 차장
- 1976년 3월 1일 ~ 1977년 2월 16일 제21대 춘천지방검찰청 검사장
- 1977년 3월 17일 ~ 1978년 2월 10일 제21대 대전지방검찰청 검사장
- 1978년 2월 10일 ~ 1979년 2월 19일 제22대 전주지방검찰청 검사장
- 청송 심씨 대종회 초대 회장

## 가계
- 고려 말 전리판서(이조판서) · 두문동72인의 고려5은 악은공 심원부의 후손이다.